# MR UR-100
MR UR-100 (GRAUインデックス - 15A15、STARTコード - RS-16A、DoD番号 - SS−17 mod.1,2、NATOコードネーム - スパンカー (Spanke))はソビエト連邦・ロシアの大陸間弾道ミサイルである。

## 概要
ユージュノエ設計局(OKB-586)でコールドローンチ式のICBMとして開発され、既存のen:UR-100を置き換える目的で既存のUR-100用のサイロを使用する大きさに設計された。
1972年12月26日に最初の試射が実施された。試験は順調に進むかに見えたものの、疑問点が浮上した。1975年5月6日にボロゴエにMR UR-100が配備された。この型式のミサイルは150基の限定された数量のみの配備だった。
MR UR-100は2段式で液体推進剤を使用する。1段目のエンジンの互いの燃焼室は構造的に結合されている。1段目の燃料タンクは上部に備えられ、下部は酸化剤のタンクで両者は共通隔壁によって隔てられ、1段目の推進装置は互いに接続された2基の燃焼室で構成され、操向用の4基の補助エンジンを備え、二段燃焼サイクルを採用しておりターボポンプで推進剤を供給する。操向用のエンジンは共通のターボポンプを使用するガス発生器サイクルを採用する。1段目の直径は2.25mで2段目の直径は2.1mだった。段間は円錐形で接続されていて分離時に成型炸薬によって破壊される構造だった。これはユージュノエによって最初に導入された。
2段目のエンジンは非対称ジメチルヒドラジンと四酸化二窒素を推進剤とする二段燃焼サイクルのRD-862で真空中での比推力はこの規模のロケットエンジンでは最高水準の3300 m/秒である。ピッチ軸とヨー軸の姿勢制御ではノズル内にガスを噴射してロール軸では4基の小型ノズルにガスを供給する。
弾頭はMIRVで750kトンの弾頭を4基備え、慣性誘導装置は発射前に入力して分離前までデジタルコンピュータが使用され、最大射程10320 kmとされる。
アメリカの大陸間弾道ミサイルの命中精度が向上したことにより、最初の配備から数年後にサイロの強化に着手された。その結果、施設にかかる費用が増大した。
1977年10月25日に改良型のMR UR-100Uの試射が開始され、1979年12月15日までバイコヌールの施設で実施された。1年後、改良されたミサイルを備えた新しい施設が戦略ロケット軍に配備された。
新しいミサイルは前身機とは異なり、より完全な管理システムと改良されたMIRVを備え、1980年代後半に2000年まで戦略ロケット軍で使用すると想定された。第一次戦略兵器削減条約(START-1)の調印により配備数は47基に制限され、1995年にそれらは廃棄された。